# الاتحاد الإكوادوري لكرة القدم

الشعار السابق للاتحاد

تأسس الاتحاد الإكوادوري لكرة القدم (بالإسبانية: Federación Ecuatoriana de Fútbol)‏ في عام 1925م وانضم إلى الإتحاد الدولي لكرة القدم في 1926م وإنضم إلى اتحاد أمريكا الجنوبية لكرة القدم في 1927م.

## روابط خارجية
- الموقع الرسمي
- Video FEF